# Перверзія
«Перверзія»[ISBN відсутній] — третій роман українського письменника Юрія Андруховича. 
Деякі літературознавці й критики виділяють умовну трилогію, яка складається з романів «Рекреації», «Московіада», «Перверзія»: героєм (антигероєм) кожного з них є поет-богема, що опиняється в самому епіцентрі фатальних перетворень «фізики в метафізику» і навпаки. Усі романи — доволі відчутна жанрово-стилістична суміш (сповідь, «чорний реалізм», трилер, ґотика, сатира), час розвитку дії в них вельми обмежений і сконденсований: одна ніч у «Рекреаціях», один день у «Московіаді», п'ять днів і ночей у «Перверзії». Олександра Гнатюк зазначала, що ці твори поєднує постколоніальний дискурс . Сам автор не наполягав на такому розумінні його романів.
У 2005 році фольк-рок гурт Гайдамаки видав однойменний студійний альбом, який був натхненний цим літературним твором.

## Зміст

### Початок твору і назва
Твір починається передмовою видавця (автора), який одразу відкриває всі карти і повідомляє про смерть, зупиняючись в Італії, у Венеції. Назва твору «перверзія» — не означає збочення, а латинською — «перекручення», що і пояснює переплетення реального і вигаданого, життя та смерті, кохання та ненависті головного персонажа — Станіслава Перфецького, який є автентичною постаттю, у творі — відомим письменником. Автор розповідає про проведене ним слідство, яке стосується загадкового зникнення Перфецького, чий слід загубився в Мюнхені, а віднайдені матеріали, упорядковані видавцем, надають інформацію про те, що відбувалося з ним впродовж 7 днів у Венеції. Авторами тих шматків інформації є різні люди, які так чи інакше пов’язані з Перфецьким, а також оповідач, який дивним чином народжується у романі.

### Основний зміст
У романі йдеться про поїздку українського письменника Станіслава Перфецького до Венеції, де відбувається симпозіум «Пост-карнавальне безглуздя світу: що на обрії?», який відбувається з 6 по 10 березня. З Мюнхена до Венеції його везе подружжя, Ада Цитрина та німий Доктор Янус Марія Різенбокк. Послідувавши за повією, Перфецький потрапляє на дивне сектантське служіння новому богу представників мігрантів різних національностей. Служіння закінчується вбивством великої риби. Після цього Перфецького непритомного забирають з поліції Цитрина та Різенбокк та везуть на машині до Венеції через Австрію. Ада Цитрина уродженка Чортополя (вигадане місто з попереднього роману Андруховича, Рекреації).
Основна дія відбувається у Венеції після закінчення карнавалу. Розповідь ведеться фрагментами від різних дієвих осіб, зокрема у формі звітів про поведінку Перфецького тамничому Мосінйору від Ади Цитрини (Церіни) та Януса Марії Різенбокка (Доктора) зі згадуванням відділів секретних служб. Перфецький одержує запрошення прочитати промову на симпозіумі за рекомендацією доктора психіатрії Франка Попеля з роману Рекреації.
Цитрина віддається Перфецькому, після чого він у неї закохується.
Доповідачі (Гастон Дежавю, Альборак Джебраїлі) оголошують свої промови.
Роман закінчується тим, що Перфецький ходить від церкви до церкви, намагаючись знайти священника, якому він міг би висповідатися і який би порушив таємницю сповіді. Такого він не знаходить і лише один священник Антоніо Делькампо на острові Сан Мікеле погоджується просто з ним поговорити. Перфецький визнає, що планує вимушене вбивство по відношенню до тих, хто хоче його вбити. Перфецький зі священником випивають дванадцять разів, грають на музичних інструментах і говорять про Україну. Після цього Перфецький зникає у тумані.

## Цитати
«Насправді ніякої дійсності не існує. Існує лише безмежна кількість наших версій про неї, кожна з яких є хибною, а всі вони, взяті разом, є взаємосуперечливими. Задля порятунку нам зостається прийняти, що кожна з безлічі версій є істинною. Ми б так і зробили, якби не були впевнені у тому, що істина мусить бути і є лише одна, а ім’я її дійсність».
«З вигляду він наче на середині шляху: стомлений життям, але ще ласий до нього».
«Ми заздримо — люто і чорно, ніби пропащі діти, — цим західним людям, цим мешканцям блаженних надвечірніх садів, їхньому їдлові, заробіткам, розвагам, автомобілям, ми готові вдень і вночі збирати для них помаранчі або мити їхні плювальниці, щоб тільки ввійти, проникнути, бути допущеними, наближеними, — а воно собі, сердешне, повертаючися з офісу, під світловою рекламою прикуцнуло, взяло собі гамбургерика з кетчупом найдешевшого і, колою запиваючи, мало не заплакало: пощо сей світ?..»
«Ступивши на міст Академії, Респондент вимовив загадкове словосполучення «повний пінцет". Прошу дешифрувати».